# Fontaine-Guérin
Fontaine-Guérin é uma ex-comuna francesa na região administrativa da Pays de la Loire, no departamento de Maine-et-Loire. Estendeu-se por uma área de 22,51 km². Em 2010 a comuna tinha 2 687 habitantes (densidade: 119,4 hab./km²).
Em 1 de janeiro de 2016 foi fundida com as comunas de Brion e Saint-Georges-du-Bois para a criação da nova comuna de Les Bois-d'Anjou.